# Callygris constricta
Callygris constricta là một loài bướm đêm trong họ Geometridae.